# Erioptera (Mesocyphona) knabi
Erioptera (Mesocyphona) knabi is een tweevleugelige uit de familie steltmuggen (Limoniidae). De soort komt voor in het Nearctisch en Neotropisch gebied.